# Lophius
Genre
Le genre Lophius regroupe 7 ou 8 espèces de poissons marins de la famille des Lophiidae, traditionnellement appelés « lotte » ou « baudroie ».

## Liste des espèces
Selon FishBase (2 mai 2016) et World Register of Marine Species (2 mai 2016) :
- Lophius americanus Valenciennes, 1837 - baudroie d’Amérique, lotte
- Lophius budegassa Spinola, 1807 - baudroie rousse, lotte
- Lophius gastrophysus Miranda Ribeiro, 1915 - baudroie pêcheuse, lotte pêcheuse
- Lophius litulon (Jordan, 1902) - baudroie du Japon, lotte
- Lophius piscatorius Linnaeus, 1758 -  baudroie commune, lotte, baudroie
- Lophius vaillanti Regan, 1903 - baudroie africaine, lotte africaine
- Lophius vomerinus Valenciennes, 1837 - baudroie diable, lotte du Cap

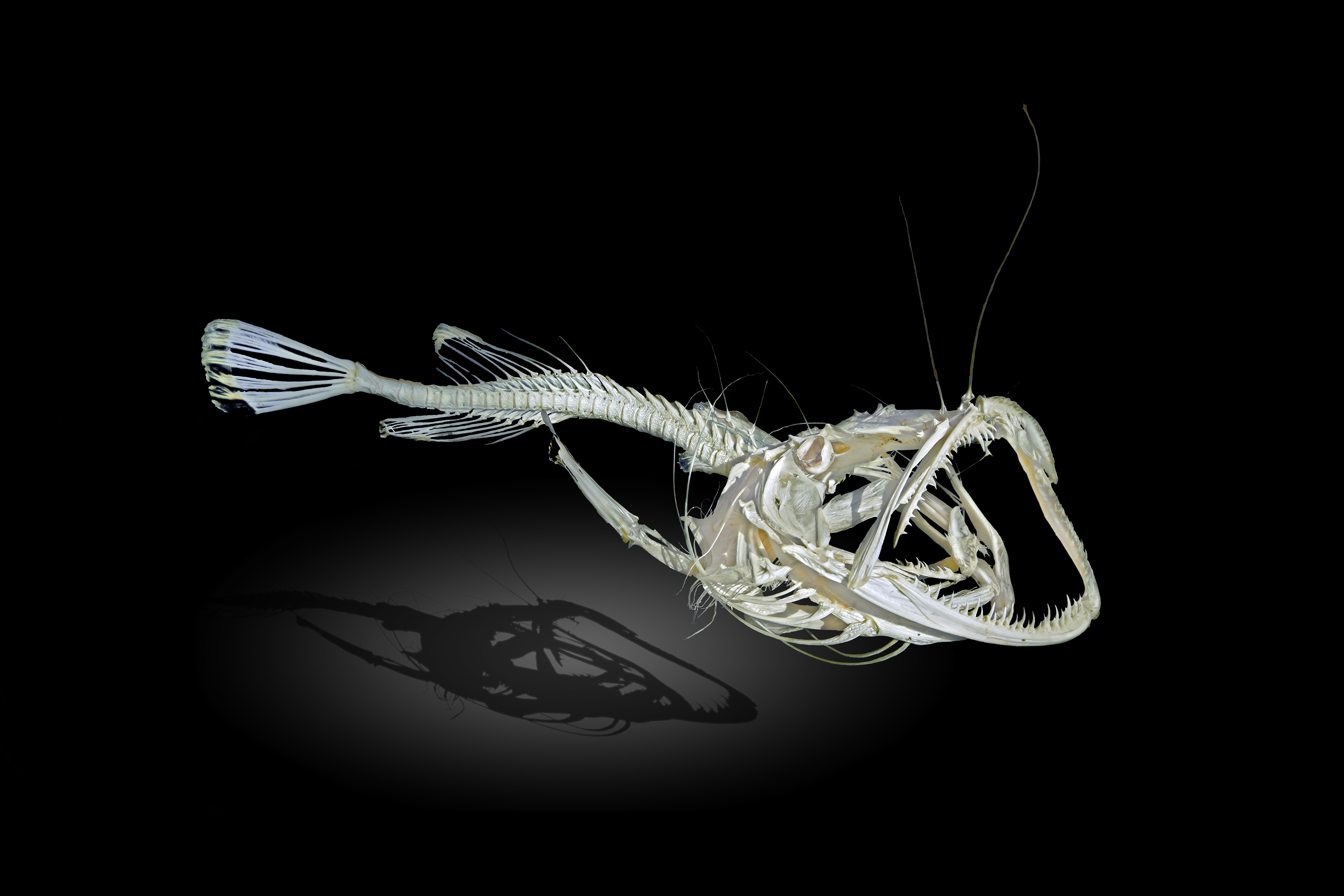
Squelette de baudroie commune (Lophius piscatorius).

ITIS (2 mai 2016) y ajoute Lophius lugubris Alcock, 1894, rebaptisé Lophiodes mutilus (Alcock, 1894) sur les autres bases de données.

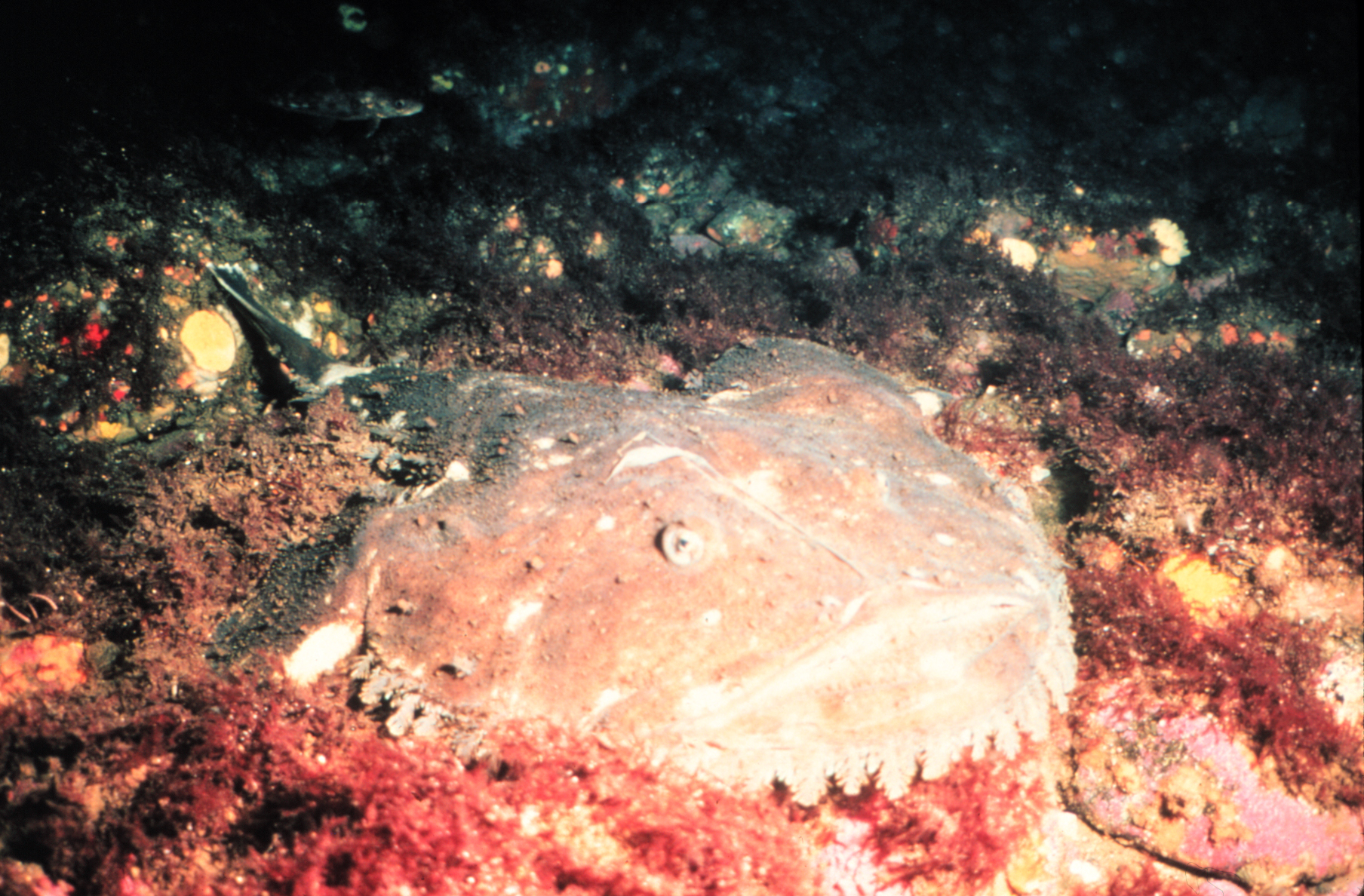
Lophius americanus
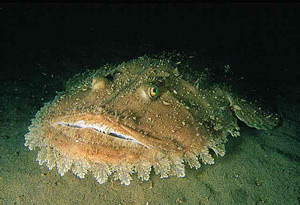
Lophius budegassa
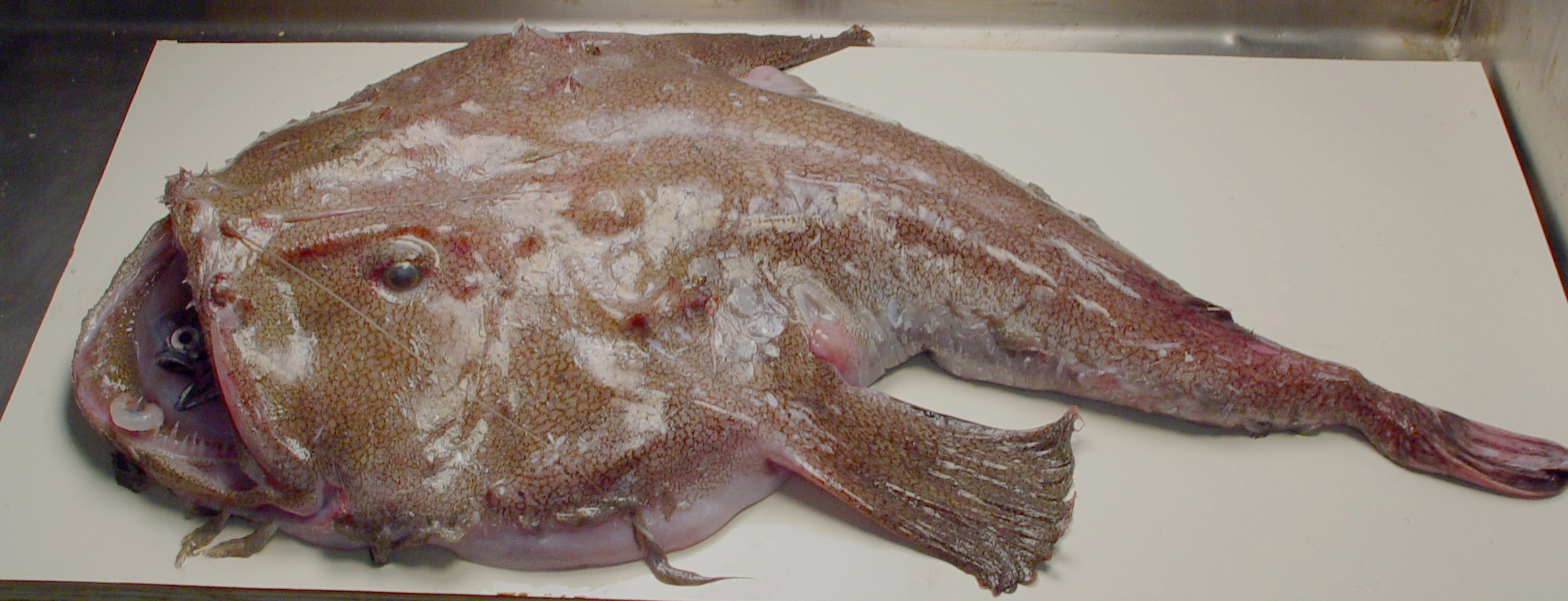
Lophius gastrophysus
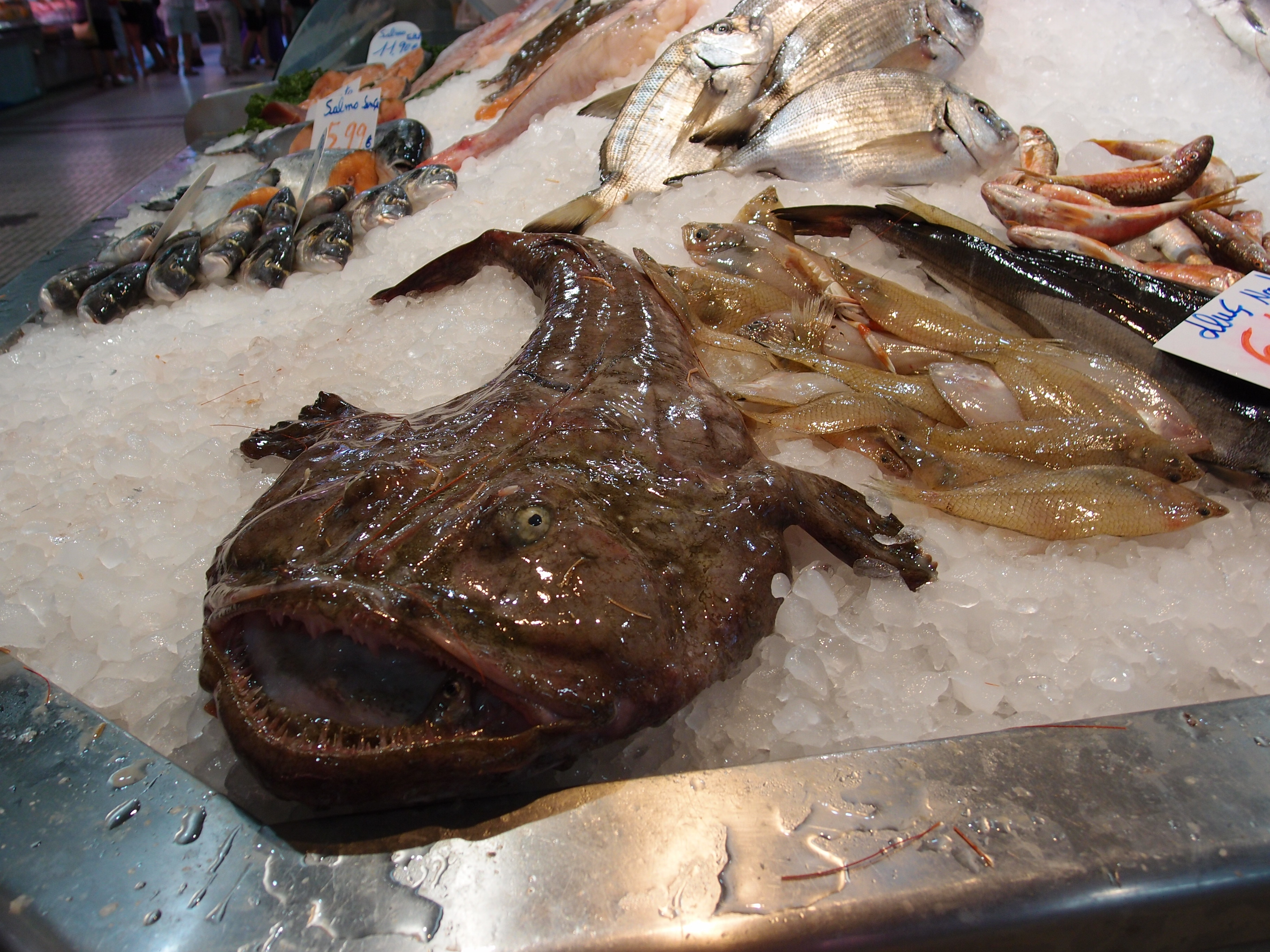
Lophius piscatorius